# Cécrope I

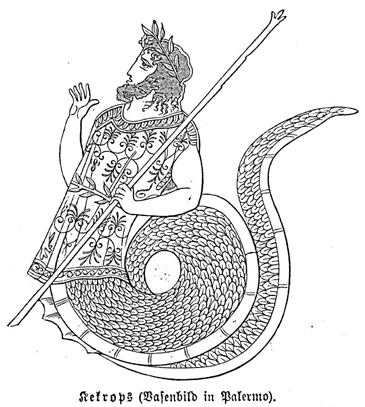
Representação de Cécrope I

O nome Cécrope ou Cécrops (em grego clássico: Κέκροψ) significa "face com cauda" e diz-se que este mítico rei grego, nascido da própria Terra, tinha a sua metade superior com forma humana e a sua metade inferior com forma de serpente ou com cauda de peixe.
A maioria dos analistas antigos classifica Cécrope como autóctone ou filho da Terra (Gaia), mas Higino, em outra parte, diz que ele era filho de Vulcano e Jerônimo de Estridão que ele era egípcio.
Ele foi o fundador e o primeiro rei de Atenas, embora precedido na região pelo rei Acteu da Ática. Cécrope governou Atenas de 1558 a 1 508 a.C., pelos cálculos de Jerônimo de Estridão. Cécrope foi um herói cultural, ensinando, aos atenienses, o casamento, a leitura, a escrita e o cerimonial de sepultamento.
Durante o seu governo, Atena tornou-se a padroeira da cidade numa competição com Posídon que Cécrope julgou. Eles concordaram que cada um daria aos atenienses um presente e Cécrope escolheria qual dos dois presentes era melhor. Posídon bateu na rocha da acrópole com o seu tridente e uma fonte emergiu; a água era salgada e não foi julgada muito útil, enquanto que Atena bateu na rocha com a sua lança e uma oliveira emergiu. Cécrope julgou que a oliveira era o presente melhor porque produzia madeira, óleo e comida, e conseqüentemente aceitou Atena como a padroeira da cidade. Posídon, num raro espetáculo de magnanimidade, decidiu doar o seu presente desprezado, se bem que a sua natureza inicialmente foi mal-compreendida: isso significava representar a força do mar, que Atenas foi exercer gloriosamente no futuro.
A acrópole foi também conhecida como Cecropia em sua homenagem.
Cécrope I casou-se com Aglauro, filha de Acteu, com quem teve três filhas, Herse, Pândroso e Aglauro, e um filho, Erisictão. A elas, foi dada uma caixa ou jarro contendo o infante Erictônio guardado despercebido. Elas olharam, e apavoraram-se pelas duas serpentes que Atena deixara dentro guardando a criança. Elas correram em terror e saíram da acrópole em direção a suas mortes. Algumas explicações dizem que uma das irmãs foi transformada em pedra.
Erisictão morreu antes de Cécrope, e ele foi sucedido por Cranau, o mais poderoso dos atenienses.
Os analistas antigos consideram que este rei é diferente de outro rei de Atenas, Cécrope II, mas Isaac Newton, em sua análise da cronologia antiga, considerou que houve apenas um rei Cécrope, um dos pastores do Egito (os hicsos); ele construiu a Cecropia em 1 080 a.C. e foi sucedido por Cranau em 1 045 a.C.